# Adriopea
Adriopea is een kevergeslacht uit de familie van de boktorren (Cerambycidae). De wetenschappelijke naam van het geslacht werd voor het eerst geldig gepubliceerd in 1910 door Broun.

## Soorten
Adriopea is monotypisch en omvat slechts de volgende soort:
- Adriopea pallidata Broun, 1910